# 常德路 (高雄市)
常德路（Changde Rd.）為高雄市楠梓區的南北向道路，起端為興楠路，末端為旗楠路。

## 行經行政區域
- 楠梓區

## 沿線設施
（由南至北）
- 高雄高等行政法院
- 常德公有停車場
- 楠梓苗園
- 清豐公園[2]
- 高雄市私立小種籽幼兒園
- 7-ELEVEN常德門市
- 全家便利商店高雄常德店

## 公共自行車
- 高雄市公共自行車租賃系統：
  - 清豐公園：常德路107號(對側人行道)

## 相關連結
- 高雄市主要道路列表